# Ian Richard Netton
Ian Richard Netton (* 3. Oktober 1948 in Singapur) ist ein britischer emeritierter Professor für Islamwissenschaft an der University of Exeter. Er ist Fellow der Royal Asiatic Society of Great Britain and Ireland, der Royal Historical Society und der Royal Society of Arts.

## Leben und Wirken
Netton ist der Sohn von Frederick George und Olive Christine Netton, geborene Dennis. Er beendete 1971 sein Studium der Arabistik an der University of London (School of Oriental and African Studies der University of London) mit einem Bachelor mit Auszeichnung. Dann folgte ein Promotionsstudium, das er mit dem Doktor der Philosophie (PhD) an der University of Exeter (Arabic and Islamic Studies) im Jahre 1976 beschloss. Sein Schwerpunkt war die mittelalterliche Islamische Philosophie.
Schon von 1977 bis 1995 lehrte Netton an der Exeter University, wo er später Reader in Arab and Islamic Civilization and Thought wurde. Er wurde im September 1995 zum ersten Professor für Arabistik an der University of Leeds ernannt und blieb dort bis 2007. 
Von 1997 bis 2002 war er Direktor des Zentrums für Mittelalterstudien der Universität Leeds. 2007 wurde er Sharjah-Professor für Islamwissenschaft an der Exeter University und ist jetzt emeritierter Professor für Islamwissenschaft.
Netton ist seit dem 30. August 1975 mit Susan Rosemary Wilkins verheiratet.

## Veröffentlichungen (Auswahl)
- Allah Transcendent: Studies in the Structure and Semiotics of Islamic Philosophy, Theology and Cosmology. Routledge, London 1989, ISBN 0-415-01893-5.
- Islam, Christianity and the Realms of the Miraculous: A Comparative Exploration. Edinburgh University Press, Edinburgh 2018, ISBN 978-0-7486-9906-3.
- Islam, Christianity and the Mystic Journey: A Comparative Exploration. Edinburgh University Press, Edinburgh 2011, ISBN 978-0-7486-4082-9.
- Islam, Christianity and Tradition: A Comparative Exploration. Edinburgh University Press, Edinburgh 2006, ISBN 0-7486-2391-4.